# The Goonies 'R' Good Enough
The Goonies 'R' Good Enough è una canzone pop rock, del 1985; scritta da Cyndi Lauper, Stephen Broughton Lunt e A. Stead. come tema principale, per la colonna sonora del film I Goonies; ed interpretata da Cyndi Lauper.
Nel 1985 Cyndi Lauper fa il suo debutto cinematografico per pochissimi secondi nel film di Richard Donner e Steven Spielberg: si fa notare per un cameo in cui canta The Goonies 'R' Good Enough. Il film che in Italia è uscito nel 1985 come I Goonies, è stato interpretato da Sean Astin e Josh Brolin.
Per motivi di copyright il titolo della canzone, subito dopo la parola The Goonies, viene marcato dalle lettere TM; questo sta ad indicare che The Goonies è un marchio registrato. The Goonies 'R' Good Enough al di fuori della colonna sonora e del singolo, viene reintitolato come (The Goonies 'R') Good Enough. Inoltre, sull'EP The Best Remixes, pubblicato in Giappone nel 1989, il titolo della canzone viene rinominato come Good Enough.

## Descrizione
Per promuovere il film, The Goonies 'R' Good Enough viene pubblicato come singolo su vinile da 45 giri e 78 giri.
Sul lato B del 45 giri c'è What a Thrill, un'altra canzone che Cyndi Lauper interpreta per la colonna sonora de I Goonies ma che costituisce un episodio decisamente minore nell'ambito del film ed in generale, un episodio tra i meno riusciti all'interno della sua discografia.
Nel 78 giri ci sono 2 versioni remixate di The Goonies 'R' Good Enough. La versione "Dance Re-Mix" viene utilizzata anche nella seconda parte del video The Goonies 'R' Good Enough.

## Tracce
45 giri
1. The Goonies 'R' Good Enough – 3:20 (C. Lauper, S. Broughton Lunt e A. Stead)
2. What a Thrill – 3:00 (C. Lauper, J. Turi)

78 giri
1. The Goonies 'R' Good Enough (Dance Re-Mix) – 5:25
2. The Goonies 'R' Good Enough (Dub Version) – 5:29

## Video musicale
Per The Goonies 'R' Good Enough vengono realizzati due videoclip, collegati l'uno all'altro.
La trama è vagamente ispirata a quella del film e vede molti protagonisti di wrestling: André The Giant, Captain Lou Albano, "Rowdy" Roddy Piper, Wendy Richter, The Fabulous Moolah, The Iron Sheik, Nikolai Volkoff e Freddie Blassie. Presente nel cast del video c'è anche un giovane Steven Spielberg, alcuni attori de "I Goonies" (tranne Kerri Green, Anne Ramsey, Joe Pantoliano, Robert Davi e John Matuszak ed altri); le Bangles che in questo video hanno il ruolo dei pirati. Un'altra protagonista, da non dimenticare, è la mamma di Cyndi Lauper già presente nei video di Girls Just Want To Have Fun, Time After Time e She Bop.
Il videoclip si suddivide in una Part I e una Part II: entrambe le parti costituiscono una specie di Primo Tempo e Secondo Tempo, con la vicenda che resta momentaneamente in sospeso in un punto cruciale. Nella prima parte del videoclip la canzone The Goonies 'R' Good Enough viene adattata alla durata di 7 minuti e 20 secondi; mentre nella seconda parte del video, che dura quasi 5 minuti e 26 secondi, viene usata la versione «Dance Re-Mix», presente sia nel 78 giri del singolo The Goonies 'R' Good Enough e dal 1989 pubblicata anche nell'EP The Best Remixes.